# Географія Хорватії
Республіка Хорватія — країна в Центральній та Південно-Східній Європі. Площа країни становить — 56 538 км².

## Назва
Назва країни Хорватія (хорв. Hrvatska) походить від етноніму хорватського народу. Вперше хорвати (Horovathos) згадуються на Танаїському камені, знайденому в морському порту Танаїс на Азовському морі. Напис датований приблизно 200 роком н. е. На ньому написано: «Horoathos archon Tanaiton» (Хорватський правитель Танаїсу) і «Synodos Horouathon» (Конвенція хорватів). Хорват — слово, імовірно, перського походження. Наприклад назва авестійської провінції Harahvaiti (грец. Ἀραχωσία), що буквально означає багатий водами/озерами.
За твердженням польського мовознавця Збіґнева Ґоломба, назва запозичена з протогерманського слова *C(h)rovati, що, ймовірно, означає воїни одягнені у рогову броню або chrawat, тобто горяни.
Біла Хорватія, або Велика Хорватія — прадавня батьківщина хорватів, існувала в Закарпатті і верхів'ї Вісли. Ім'я пояснюється слов'янською традицією позначення сторін світу: білий — північ. На противагу Червоній Хорватії, що лежить на півдні.

## Розташування
Хорватія — країна в Центральній та Південно-Східній Європі (прибережна зона), межує на півночі — зі Словенією, на сході — з Угорщиною та Сербією, на південному сході — з Боснією і Герцеговиною, на півдні — з Чорногорією. Із заходу країну омиває Адріатичне море.

## Геологія
Великі гірські хребти в Хорватії виникли під впливом субдукції (пірнання) Африканської літосферної плити під Євразійську літосферну плиту. Третинний або альпійський орогенез підняв Динари, основний гірський хребет в Хорватії.

## Рельєф
Територія країни в основному низовинна і рівнинна: басейн річки Сава, горбисті рівнини Славонії, Подравини, Посавіни. На Адріатичному узбережжі розташовані Динарські Альпи з найвищою горою країни, піком Троглав (1913 м) на горі Динара, гірський хребет Велебіт (1758 м), хребет Капела.

### Гори

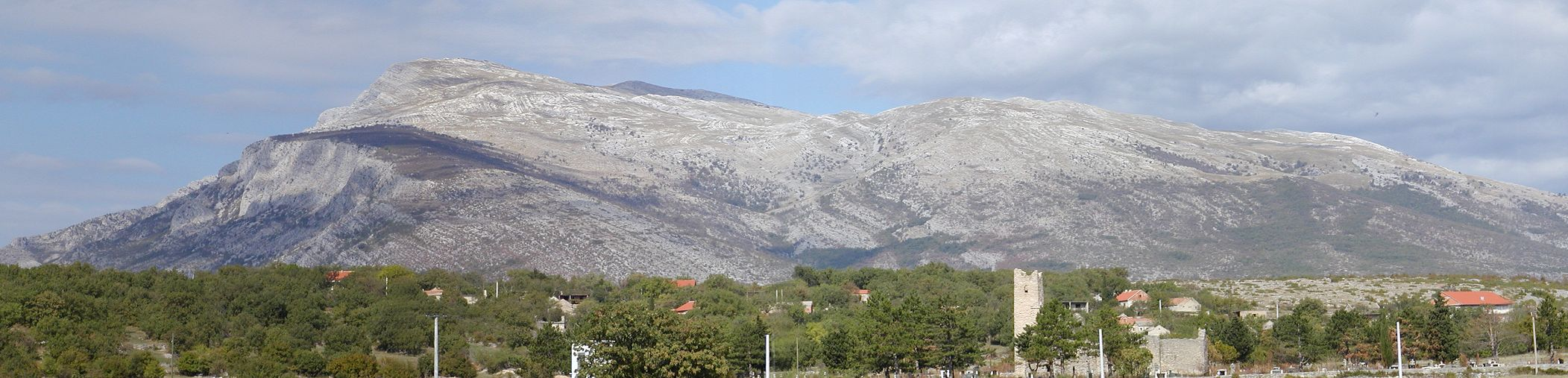
Гора Динара

Гірські райони Хорватії є відносно високими скелями, утвореними в основному з вапняку і чітко відокремленими від середземноморської та передпанонської областей. Найвищі по краях (Паклениця, Велебіт, Плєшивиця, Мала і Велика Каплиця), в той час як більша частина внутрішніх гір, особливо в лику, домінують в низинні басейни карстових полів, розділених пагорбами. На області вище 1500 метрів припадає лише 0,11 % від загальної території Хорватії. До Середньодинарських гір належать:
- Динара — пік Троглав, 1913 м;
- Камешниця (хорв. Kamešnica), 1 810 м;
- Схил, 1 762 м;
- Велебіт — гора Ваганський Верх (хорв. Vaganski vrh), 1 758 м;
- Плєшивиця (хорв. Plješivica), 1 657 м;
- Велика Каплиця — гора Б'єлоласиця (хорв. Bjelolasica), 1 533 м;
- Рісняк (хорв. Risnjak), 1 528 м;
- Свілая (хорв. Svilaja), 1 508 м;
- Снєжник (хорв. Snježnik), 1 506 м;
- Вишевиця (хорв. Viševica), 1 428 м;
- Учка — гора Вояк (хорв. Vojak), 1 396 м.

### Низини
Хорватія загалом низинна країна (області висотою до 200 м становлять 54 % від загальної території). Більшість низин знаходиться в Паннонських рівнинах і горбистій передпанонській області. Решта хорватських низин — карстові плато і фліші долини на Істрійському півострові, також низинними є деякі острови.

### Узбережжя
Адріатичне море омиває Балканський і Апеннінський півострови, його середня глибина — 252 м, північно-західна частина неглибока (максимум 23 м в затоці Трієста), у той час як на півдні його глибина сягає 1200 м. Фактична довжина хорватської частини адріатичного узбережжя 1778 км.
Води Адріатики біля Хорватського узбережжя чисті й прозорі, оскільки гірські річки не несуть до нього мул і пісок. У серпні вода прогрівається до +25…+27 °C. До того ж за своєю характеристикою вона відповідає всім найсуворішим стандартам Всесвітньої організації охорони здоров'я. Солоність 34 ‰ (вода в двічі солоніша за воду Чорного моря).

### Острови

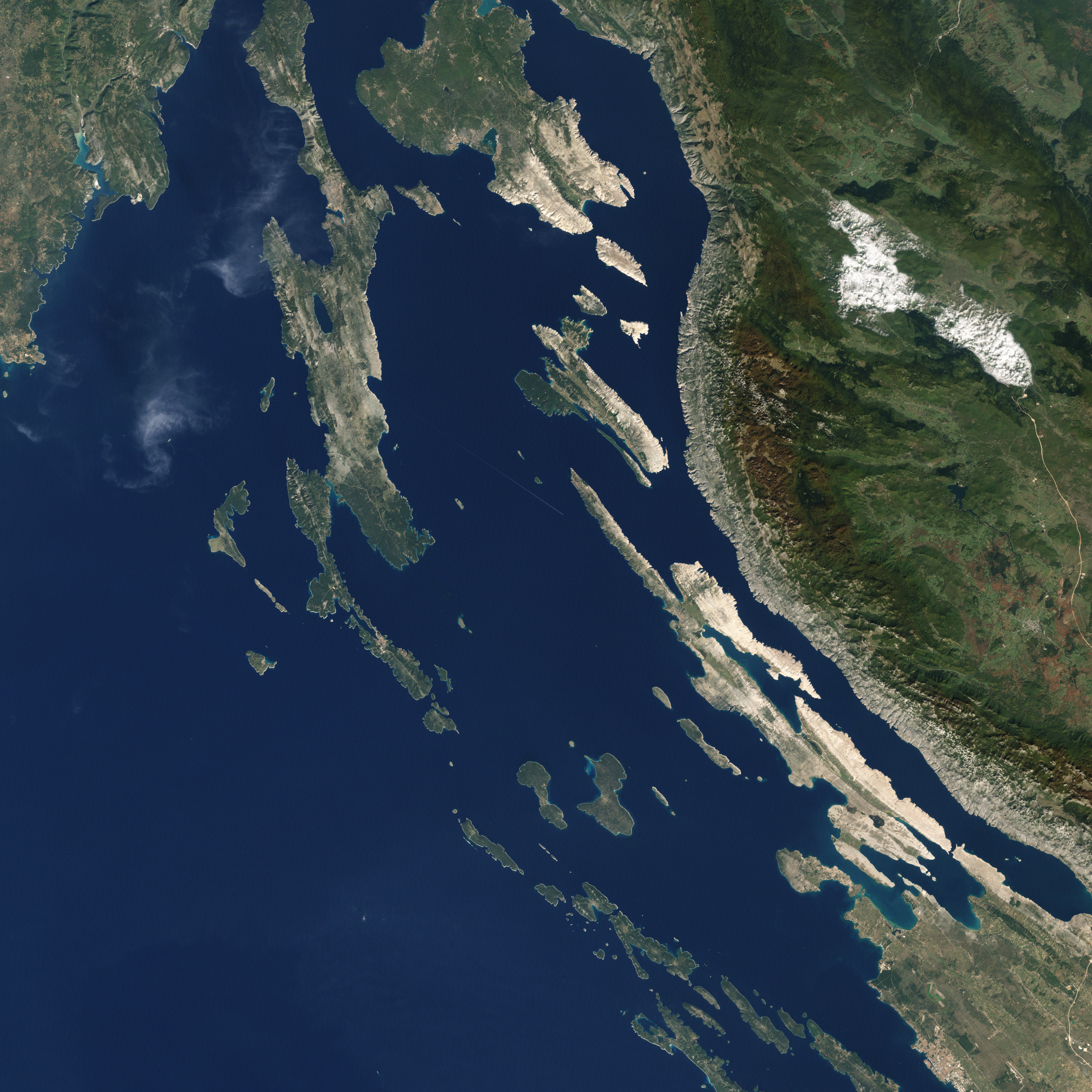
Острови в Адріатичному морі

Особливістю далматинського узбережжя Адріатичного моря є велика кількість островів, відомих також як Далматинські острови. Їх розміри коливаються від великих островів площею 405 км² до малих скель. У Хорватії налічується близько 1185 островів і маленьких острівців уздовж Адріатичного узбережжя, з них 66 — населені.

## Клімат
Клімат в північній Хорватії — континентальний, в центральній — гірський, на Адріатичному узбережжі — середземноморський. Максимальна температура в липні-серпні в континентальних районах +28 °C, на узбережжі +34 °C. Мінімальна — в січні-лютому в континентальній частині −2 °C, на узбережжі +9 °C. Середньорічна температура становить +12 °C.
Температура повітря в Хорватії визначається розташуванням країни в помірних географічних широтах, крім того, істотний вплив на неї надає висота того чи іншого регіону над рівнем моря, співвідношення суші й моря, повітряні течії. Липень і серпень вважається піковим сезоном на узбережжі — це найкращий час для пляжного відпочинку на Адріатиці. Денні температури в цей період — як на узбережжі, так і у внутрішніх районах країни досить високі. У червні і вересні туристів на узбережжі трохи менше, але погода стоїть досить тепла. В період з жовтня по травень на узбережжі Хорватії панує затишшя, а деякі готелі і розважальні заклади і зовсім закриваються на зимовий період. Зима на узбережжі м'яка, безсніжна. У віддалених від узбережжя районах Хорватії випадає сніг, надаючи мальовничий вигляд і без того красивим містечкам, але от пересування в гірських районах в цей час може бути ускладнене. Весна в ці краї приходить рано і зазвичай до середини-кінця травня на узбережжі відкривається купальний сезон.
Високі гори захищають узбережжя від холодних північних вітрів ранньої весни і пізньої осені. Навесні і раннім літом морський бриз зберігає постійну температуру на узбережжі. Взимку температура води в морі не падає нижче +10 °C, а в серпні — вона піднімається вище +26 °C.
Взимку найнижча температура і найбільша кількість снігу спостерігається в найвищих ділянках Гірської Хорватії. У всьому Паннонському регіоні в зимовий час також досить холодно (середня температура — в межах 0…−2 °C). У берегових областях набагато тепліше, оскільки вони знаходяться під впливом моря — взимку воно залишається порівняно теплим. Крім того, берегова частина півострова Істра, так само Котар і долина Неретви виявляються теплішими завдяки нагріванню низького рельєфу. Взимку, особливо в глибинних материкових районах, дуже часто спостерігається зворотне явище, коли температура зростає із збільшенням висоти над рівнем моря.
Зони, які найхолодніші взимку, як правило, бувають найпрохолодними і влітку. Найспекотніше в Примор'ї, а також на крайньому сході Хорватії. Пропорційно більш високою температурою відрізняються всі природні западини, наприклад, Ліка. Тим не менш, вона не прогрівається так ґрунтовно, як Паннонська низовина, бо дуже низькими в Ліці бувають ранкові температури.
На розподіл опадів в Хорватії впливає декілька чинників. Найважливішим із них є проходження циклонів і антициклонів. Влітку в Паннонській низовині, а взимку на Адріатиці повітря внаслідок нагрівання піднімається і охолоджується, внаслідок чого утворюються хмари, що викликають проливні дощі, а іноді і випадання граду. Коли з півдня і заходу на Хорватію насуваються маси вологого повітря, що піднімається по Динаридам і охолоджується, то утворюються хмари, які несуть опади адріатичному примор'ю і високогірним районам. Такий же процес спостерігається і в районах окремих гірських хребтів у глибині країни, в результаті чого ці зони також відрізняються підвищеною кількістю опадів.

## Гідрографія

### Річки
Найбільші річки, Дунай (188 км) і його притоки Сава (562 км), Драва (505 км) і Мура (465 км) несуть свої вони з глибини країни, впадаючи у Чорне море.
Нечисленні річки, що несуть свої води до Адріатичного моря з вузькими ущелинами мають сильні перепади висот вздовж всієї протяжності, утворюючи велику кількість водоспадів.

### Озера
Найбільше озеро Хорватії, яке є однією з його головних визначних пам'яток, Вранско. Воно розташоване в історичній області, яка розташована на північному сході країни і займає центральне положення між двома найбільшими містами, Загребом і Шибеником. Площа озера 30 км². В озері водиться багато риби, навколо озера живуть рідкісні види птахів, наприклад, біла і жовта чаплі.
Найпривабливіші, Плитвицькі озера (хорв. Plitvička jezera), навколо яких утворено національний парк, що включає в себе 16 великих озер, 140 водоспадів і 20 печер (особливу зацікавленість викликають печери, які знаходяться під водоспадами). Плитвицькі озера — одне з небагатьох місць на землі, де кожен рік народжуються нові водоспади — це обумовлено вапняковим походженням місцевих гір. До 1958 року парк був закритий для туристів. 1979 року парк було включено до реєстру «Світової спадщини» ЮНЕСКО. Це найвідоміший і найвідвідуваніший національний парк Хорватії, який є свого роду візитівкою країни. Популярні також Червоне і Синє озера біля Імотський, прісноводне озеро на острові Црес і озеро Візовачско та Проклянско. Добре відомі штучні озера — Локве і Байєр в Гірському Котаро, Тракошчан в Хорватському Загір'ї та Перуц на річці Цетина в Далмації. Озеро Копачеве і заболочені місця навколо нього — місце гніздування птахів у найбільшому орнітологічному заповіднику Європи — Копачкі — Рит.

## Рослинність
Гори Хорватії вкриті буковими, дубовими та мішаними лісами, а вздовж узбережжя тягнуться зарості середземноморських чагарників.

## Стихійні лиха та екологічні проблеми
Країна вважається одним з найбільш екологічно чистих місць у світі. За оцінками медичних фахівців клімат цієї країни один з найсприятливіших для літнього відпочинку. Кілька років поспіль ЮНЕСКО присвоював Хорватії «Блакитний прапор за найчистішу акваторію Середземноморського узбережжя». Соснові ліси межують тут з тропічною рослинністю, а прозорість морської води досягає 50 м.

## Охорона природи
На території Хорватії розташовано 7 національних парків. Три з них — на прибережних островах: Бріуні біля Пули, Корнаті біля Задара і Млет біля Корчули. До списку всесвітньої спадщини ЮНЕСКО внесені: Дубровник (старе місто), Спліт (історичний центр і палац Діоклетіана) і національний парк Плитвіцькі озера.